# Niss Hjalmar Matsson
Niss Hjalmar Matthias Matsson, född 16 maj 1905 i Malungs socken, död 27 februari 1973 i Mora socken, var en svensk hembygdshistoriker.
Niss Hjalmar var son till skinnskräddaren Niss Mats Persson. Han var 1921-1924 elev vid Malungs folkhögskola och skolans rektor Justus Lindh kom att influera Niss Hjalmar Matsson att fördjupa sitt intresse för Malungstraktens historia och kultur. Han studerade 1924 vid Mariannelunds folkhögskola och därefter vid Uppsala högre allmänna läroverk och avlade studentexamen därifrån 1928. Niss Hjalmar blev därefter student vid Uppsala universitet 1928. 1929-1945 var han upptecknare och timanställd vid Dialekt- och folkminnesarkivet i Uppsala och därefter korresponderande ortmeddelare. 1931-1938 var han även upptecknare för Svenska ortnamnsarkivet i Uppsala. Niss Hjalmar Matsson inskrevs 1939 vid Stockholms högskola och blev samma år filosofie kandidat vid Uppsala universitet, samt 1949 filosofie licentiat vid Stockholms högskola. Han var intendent vid Malungs gammelgård 1947-1964 och 1966-1973, lärare vid Malungs folkhögskola 1947-1966 och rektor där 1964-1966. Därtill var han redaktör för Malungs hembygdsförenings årsbok Skinnarebygd 1948-1969, ledamot av styrelsen för Malungs hembygdsförening 1952-1966 samt dess ordförande 1965-1966.